# Perania picea
Perania picea là một loài nhện trong họ Tetrablemmidae.
Loài này thuộc chi Perania. Perania picea được Tord Tamerlan Teodor Thorell miêu tả năm 1890.